# CC-крем

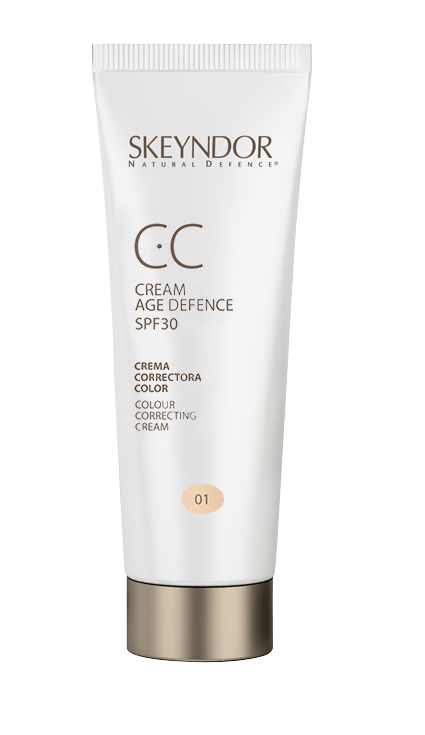
CC-крем

CC-крем (CCC; англ. Colour Correcting Cream — «цветокорректирующий крем») — косметическое средство для макияжа, разновидность тонального крема.
Выполняет следующие функции: увлажнение, лёгкое покрытие и базовая коррекция цвета лица.

## Описание
Термин «СС-крем» расшифровывается некоторыми брендами как Colour Control cream или Colour Correcting cream. BB и CC-кремы — это тонированные увлажняющие средства, содержащие солнцезащитные средства. Нет научного определения термина, не существует количественной основы для разницы между BB-кремом и CC-кремом: различия между двумя этими видами могут варьироваться от бренда к бренду. Крем BB (Blemish Balm) первоначально был разработан в Германии и в последние годы приобрел популярность в Азии, особенно в Южной Корее, а также набирает популярность в Европе и Северной Америке.
Покрытия могут сильно варьироваться среди разных брендов и различия часто минимальны по сравнению с ВВ-кремами. Некоторые женщины применяют их в качестве праймеров, а не в качестве тонального крема.
CC-крем создан как улучшенный вариант ВВ-крема. Если ВВ-крем был создан в Германии, то СС-крем разработан в Корее. Технология была предложена лидером отрасли — учёными Японии, и развита корейскими производителями.
Принципиальная разница между ВВ и СС-кремами в том, что ВВ — это улучшенные версии тональных средств, а вторые — продвинутые корректоры с тонирующим эффектом.

## История
Первое тональное средство, позиционируемое как СС-крем, было создано в 2010 году Сингапурским брендом Rachel K., основательницей которого является Рашель Кум, «Мисс Сингапур-2009». На данный момент большинство косметических компаний производят как BB, так и CC-крема без какого-либо конкретного лидера рынка в 2016 году.

## Состав
Основу СС-кремов составляет ухаживающий крем-основа и тонирующий пигмент.